# موکاناکوا (پنسیلوانیا)
موکاناکوا (به انگلیسی: Mocanaqua) یک منطقهٔ مسکونی در ایالات متحده آمریکا است که در شهرستان لوزرن، پنسیلوانیا واقع شده‌است. موکاناکوا ۱٫۴ کیلومتر مربع مساحت و ۶۴۶ نفر جمعیت دارد.